# Zaleptus gregoryi
Zaleptus gregoryi is een hooiwagen uit de familie Sclerosomatidae.